# 三豊総合病院
三豊総合病院（みとよそうごうびょういん）とは、香川県の観音寺市にある医療機関。観音寺市と三豊市による一部事務組合「三豊総合病院企業団」の運営による公立の病院である。
西讃地域における災害拠点病院であり、DMATを保有する。

## 沿革
- 1951年12月 - 「三豊第一病院」として開設（7町村の組合立病院）
- 1955年4月 - 町村合併により「豊浜・大野原町組合立病院」に改称
- 1963年4月 - 「三豊総合病院」に改称
- 1986年4月 - 観音寺市、山本町、財田町が加入（1市4町立病院）
- 1986年12月 - へき地中核病院指定
- 1994年5月 - 全国自治体病院評議会会長表彰
- 1995年5月 - 自治大臣表彰
- 1996年6月 - エイズ診療拠点病院
- 1996年11月 - 災害拠点病院指定
- 1997年10月 - 厚生大臣表彰（集団給食の実施を通じ栄養及び食生活の改善）
- 1999年7月 - 急性中毒拠点病院指定
- 1999年12月 - 居宅介護支援事業所指定
- 2000年3月 - 臨床研修病院指定
- 2002年11月 - 地域リハビリ支援センター指定
- 2003年12月 - 地域がん診療拠点病院指定
- 2004年3月 - 日本医療機能評価一般病院認定
- 2005年3月 - 災害派遣医療チーム（DMAT）体制整備
- 2005年10月 - 豊浜町、大野原町、観音寺市の合併（観音寺市・山本町・財田町の1市2町立の病院）
- 2006年1月 - 高瀬町、山本町、三野町、豊中町、詫間町、仁尾町、財田町の7町合併（観音寺市・三豊市の2市組合立病院に）
- 2010年4月 - 地方公営企業法全部適用、開設者が三豊総合病院組合から三豊総合病院企業団に改称
- 2011年9月 - 一般病床37床減少（病床数482床：一般478床、感染症4床）
- 2012年3月 - 地域救命救急センター開設

## 診療科
出典
- 内科
- 呼吸器内科
- 消化器内科
- 循環器内科
- 神経内科
- 心療内科
- 精神科
- 小児科
- 外科
- 整形外科
- 形成外科
- 脳神経外科
- 心臓血管外科
- 消化器外科
- 皮膚科
- 泌尿器科
- 産婦人科
- 眼科
- 耳鼻咽喉科
- 頭頸部外科
- リハビリテーション科
- 放射線診断科
- 放射線治療科
- 麻酔科
- リウマチ科
- 病理診断科
- 歯科
- 歯科口腔外科
- 矯正歯科

## 医療機関指定
出典
| 保険医療機関                                     | 労災保険指定医療機関                 |
| 原爆医療・被爆者指定医療機関                     | 臨床研修病院                         |
| 歯科医師臨床研修施設                             | 生活保護法指定                       |
| 救急病院指定                                     | 結核指定医療機関                     |
| 指定自立支援医療機関（更生医療）                 | 指定自立支援医療機関（育成医療）     |
| 指定自立支援医療機関（精神通院医療）             | 児童福祉施設（第一種助産施設）       |
| 第二種感染症指定医療機関                         | 新型コロナウイルス感染症重点医療機関 |
| 新型コロナウイルス感染症疑い患者受入協力医療機関 | へき地医療拠点病院                   |
| 地域医療支援病院                                 | 地域がん診療連携拠点病院             |
| エイズ治療拠点病院                               | 地域災害拠点病院                     |
| DMAT指定病院                                     | 地域救命救急センター                 |

## 学会認定
出典
| 日本内科学会認定医制度教育病院                                                                   | 日本循環器学会認定循環器専門医研修施設                                                     |
| 日本腎臓学会研修施設                                                                             | 日本透析医学会専門医制度認定施設                                                           |
| 日本消化器病学会専門医制度認定施設                                                               | 日本消化器内視鏡学会専門医制度指導施設                                                     |
| 日本消化管学会(胃腸科指導施設)                                                                   | 日本炎症性腸疾患学会指導施設                                                               |
| 日本肝臓学会認定施設                                                                             | 日本糖尿病学会認定教育施設                                                                 |
| 日本外科学会外科専門医制度修練施設                                                               | 日本呼吸器外科専門医制度関連施設                                                           |
| 日本消化器外科学会 専門医修練施設                                                                | 日本整形外科学会専門医制度研修施設                                                         |
| 日本脊椎脊髄病学会脊椎脊髄外科専門医基幹研修施設                                                 | 日本手外科学会研修施設                                                                     |
| 日本形成外科学会認定医研修施設                                                                   | 日本脳神経外科学会専門医研修プログラム研修施設                                             |
| 日本泌尿器科専門医教育施設                                                                       | 日本眼科学会専門医制度研修施設                                                             |
| 日本小児科学会小児科専門医研修施設                                                               | 日本産婦人科学会専門医制度研修指導施設                                                     |
| 日本麻酔学会研修施設認定病院                                                                     | 日本皮膚科学会認定専門医研修施設                                                           |
| 日本臨床細胞学会認定施設                                                                         | 日本乳癌学会認定施設                                                                       |
| 日本がん治療認定医機構認定研修施設                                                               | 日本心血管インターベンション治療学会研修施設                                               |
| 日本肝胆膵外科学会高度技能専門医制度 認定修練施設（B）                                           | 3学会構成心臓血管外科専門医認定機構心臓血管外科専門医認定関連施設                          |
| 関連10学会構成日本ステントグラフト実施基準管理委員会胸部大動脈瘤ステントグラフト実施施設         | 関連10学会構成日本ステントグラフト実施基準管理委員会胸腹部大動脈瘤ステントグラフト実施施設 |
| 下肢静脈瘤血管内治療実施管理委員会下肢静脈瘤に対する血管内レーザー焼灼術の実施基準による実施施設 | 日本脊椎脊髄病学会椎間板酵素注入療法実施可能施設                                           |
| 日本医学放射線学会放射線科専門医修練機関                                                         | 日本核医学会専門医教育病院                                                                 |
| 日本超音波医学会 認定超音波専門医研修施設                                                        | 日本栄養療法推進協議会・NST稼働施設                                                        |
| 日本老年歯科医学会研修施設                                                                       | 日本静脈経腸栄養学会・NST稼働施設                                                          |
| 日本静脈経腸栄養学会栄養サポートチーム(NST)専門療法士認定教育施設                                | 薬学教育協議会 薬学生実務実習受入施設                                                      |
| 日本医療薬学会 がん専門薬剤師研修認定施設                                                        | 日本臨床腫瘍薬学会 がん診療病院連携研修施設                                                |
| 日本緩和医療薬学会 緩和医療専門薬剤師研修施設                                                    | 日本緩和医療薬学会 地域緩和ネットワーク研修施設                                            |
| 日本臨床工学技士会 認定臨床実習指導施設                                                          |                                                                                            |

## 交通アクセス
- JR四国予讃線豊浜駅下車、徒歩5分
- 高松自動車道大野原インターチェンジから車で5分